# Instinctus Bestialis
Instinctus Bestialis deseti je studijski album norveškog black metal-sastava Gorgoroth. Album je 8. lipnja 2015. godine objavila diskografska kuća Soulseller Records.

## O albumu
Ovo je prvi album grupe na kojem se pojavljuje pjevač Atterigner te posljednji na kojem je svirao basist Bøddel, koji je umro od raka četiri mjeseca nakon objave albuma.

## Popis pjesama
Glazba: Infernus.
| 1.    | »Radix Malorum«                  | A. Behemot | 3:13 |
| 2.    | »Dionysian Rite«                 | V. Horg    | 4:05 |
| 3.    | »Ad Omnipotens Aeterne Diabolus« | V. Horg    | 5:44 |
| 4.    | »Come Night«                     | V. Horg    | 2:40 |
| 5.    | »Burn in His Light«              | A. Behemot | 4:01 |
| 6.    | »Rage«                           | V. Horg    | 4:02 |
| 7.    | »Kala Brahman«                   | V. Horg    | 5:22 |
| 8.    | »Awakening«                      | V. Horg    | 2:06 |
| 31:13 |                                  |            |      |

## Zasluge
| Gorgoroth - Infernus – gitara, produkcija, mastering, koncept naslovnice - Bøddel – bas-gitara - Tomas Asklund – bubnjevi, produkcija, snimanje, inženjer zvuka, miksanje, mastering - Atterigner – vokali Dodatni glazbenici - Chris Cannella – solo gitara (na skladbi "Burn in His Light") - Fábio Zperandio – solo gitara (na skladbi "Burn in His Light") - Henrik Ekeroth – solo gitara (na skladbi "Rage") | Ostalo osoblje - A. Behemot – tekstovi (pjesama 1 i 5) - V. Horg – tekstovi (pjesama 2, 3, 4, 6, 7 i 8) - Jan Glans – naslovnica - Mats Lindfors – mastering |